# リンゼイ・ジャコベリス
リンゼイ・ジャコベリス（Lindsey Jacobellis、1985年8月19日 - ）は、アメリカ合衆国の女子スノーボーダー。コネチカット州ダンベリーで生まれ、バーモント州ストラットンで育った。
今日、世界で活動している最も成功した女性スノーボーダーのうちの一人で、2006年トリノオリンピックでは公式種目として初採用されたスノーボードクロスに参加して銀メダルを獲得。2022年北京オリンピックでは個人と混合団体で金メダルを獲得して2冠を達成した。

## オリンピックでの失敗
2006年2月17日のトリノオリンピック女子スノーボードクロス決勝には、ターニャ・フリーデン（スイス）、ドミニク・マルテ（カナダ）、マエル・リッカー（カナダ）、リンゼイ・ジャコベリス（アメリカ）の4人が出場。レースは序盤からジャコベリスが他の選手をリードしながら展開。レース途中ではカナダの2人の選手が転倒し、ジャコベリスとフリーデンの2人の金メダル争いとなった。ジャコベリスはゴールまであと140フィート(43メートル)を残して、2位のターニャ・フリーデンに3秒リードしていた。しかし、ゴール目前のキッカーを超える際にグラブトリックを試み、その際にボードの端から着地してしまって転倒。すぐに体勢を立て直してコースに復帰したものの、後ろから追走していたフリーデンに追い抜かれて銀メダルに終わった。
テレビで放送されたインタビューでは、グラブトリックは安定性を保つためだったと主張していたものの、後に必要のない行為だったことを認めた。
汚名返上をかけて2010年バンクーバーオリンピックに出場するも5位に終わった（この大会で金メダルを獲得したのは、トリノ五輪の決勝で戦ったマエル・リッカーだった）。さらに3度目の挑戦となった2014年ソチオリンピックでは、準決勝の第2レースで2位以下に大差をつけて先頭を滑走していたが、ゴールまでもう少しのところでバランスを崩して転倒し決勝進出はならず7位に終った。2018年平昌オリンピックは、決勝まで進むも4位に終わってメダル獲得とはならなかった。悲劇となったトリノオリンピック以降のオリンピック大会では、金メダルどころかメダルさえ獲得できない結果が続いた（この期間に、世界選手権では複数の金メダルを獲得している）。

## 悲願のオリンピック金メダル
2022年に、北京オリンピックのスノーボードクロスに36歳でオリンピック連続5回目の出場を果たした。2月9日の決勝ではスタートから終始トップを譲らない展開で優勝し、16年越しとなる悲願のオリンピック金メダルを獲得。この金メダルは、北京オリンピックでのアメリカの金メダル第1号だった。さらに、2月12日には北京オリンピックから新種目となった混合団体スノーボードクロスに40歳のニック・バウムガートナーと出場し、この種目でも金メダルを獲得して2冠を達成した。混合団体のゴール前では、トリノのときのようなグラブトリックを少し入れたが、今度は転倒せずに見事1位でゴールした。
バウムガートナーにとっても、4大会連続のオリンピック出場で平昌オリンピックの4位が最高成績だったため、悲願の金メダルとなった。